# 4476 Bernstein
4476 Bernstein eller 1983 DE är en asteroid i huvudbältet som upptäcktes den 19 februari 1983 av den amerikanske astronomen Edward L.G. Bowell vid Anderson Mesa Station. Den är uppkallad efter Leonard Bernstein.
Den tillhör asteroidgruppen Nysa.